# Géberth Ferenc
Géberth Ferenc (Budapest, 1892. augusztus 30. – Budapest, VIII. kerület, 1971. február 13.) magyar nemzeti labdarúgó-játékvezető.

## Pályafutása
Játékvezetésből Budapesten a  Magyar Futballbírák Testülete (BT) bizottsága előtt Kispesti AC (KAC) képviseletében vizsgázott. A Budapesti Labdarúgó Alszövetség (BLASz) által üzemeltetett labdarúgó bajnokságokban kezdte sportszolgálatát. A Magyar Labdarúgó-szövetség (MLSZ) a BT minősítésével NB II-es, majd  1931-től NB I-es III. fokú játékvezető. Küldési gyakorlat szerint rendszeres partbírói szolgálatot is végzett. A nemzeti játékvezetéstől 1939-ben visszavonult. NB I-es mérkőzéseinek száma: 7.
| Időpont            | Helyszín                        | Mérkőzés típusa          | Mérkőzés                    | Eredmény | Nézők száma |
| ------------------ | ------------------------------- | ------------------------ | --------------------------- | -------- | ----------- |
| 1931. május 10.    | SZAK-pálya, Újszeged            | első NB I-es mérkőzése   | Bástya SC–III. Kerületi TVE | 2 – 2    | 3500        |
| 1939. november 26. | Latorca utcai Stadion, Budapest | utolsó NB I-es mérkőzése | Elektromos SE–Törekvés SE   | 3 – 1    | 1500        |

Szakmai elismerések: a Bírói Tanács szakmai munkájának elismeréseként kis-plakettel jutalmazta. A Magyar Testnevelési és Sporthivatal (MTSH) elnöke 1958-ban azoknak a játékvezetőknek, akik 30 és ennél több éve szolgálták játékvezetőként a labdarúgást, a Testnevelés és Sport érdemes dolgozója jelvényt adományozta. A Játékvezető Testület (JT) díszveretét Tabák Endre főtitkár nyújtotta át a kitüntetettnek.

## Külső hivatkozások
- Géberth Ferenc játékvezetői adatlapja a Nemzeti Labdarúgó Archívum oldalán